# Wang Wenlu
Wang Wenlu 王文祿 (1532–1605) war ein chinesischer Beamter und konfuzianischer Gelehrter zur Zeit der Ming-Dynastie.
In der Bibliographie des Hanyu da zidian werden seine Bücher mit den Titeln Wenchang lüyu 文昌旅语, Wen mai 文脉, Shi di 诗的, Tingwen shulüe 庭闻述略 und Zhuxia wuyan 竹下寤言 (sämtlich aus der Congshu-Ausgabe des Bailing xueshan 百陵学山)  herangezogen.
Seit dem späten 16. Jahrhundert verfassten südliche konfuzianische Gelehrte wie Wang Wenlu 王文祿 (1532–1605), Chen Longzheng 陳龍正 (?–1645) und Chen Que 陳確 (1604–1677) Bestattungshandbücher auf der Grundlage der Familienrituale von Zhu Xi (1130–1200), um orthodoxe und angemessene Bestattungsformen wiederzubeleben.